# Zoran Zeljković
Zoran Zeljković, slovenski nogometaš in trener, * 9. maj 1980, Ljubljana.
Zeljković je večji del kariere igral v slovenski ligi za klube Livar, Ljubljana, Domžale, Interblock in Olimpija. Skupno je v prvi slovenski ligi odigral 198 prvenstvenih tekem in dosegel 18 golov. Igral je tudi v ciprski ligi za  APOP, od leta 2011 pa je član kluba Pécs v madžarski ligi.Poleti leta 2014 pa se je preselil v Avstrijo,kjer igra pri nižjeligašu Pinkafeldu.Ta kraj z okoli 5.000 prebivalci leži na jugovzhodu Avstrije nedaleč stran od meje z Madžarsko.
Za slovensko reprezentanco je nastopil 26. maja 2008 na prijateljski tekmi proti švedski reprezentanci.